# Il mago di Lublino
Il mago di Lublino (titolo originale Der kuntsnmakher fun Lublin) è un romanzo di Isaac Bashevis Singer scritto in lingua yiddish nel 1960 e pubblicato in inglese nella traduzione, controllata dall'autore, di Elaine Gottlieb e Joseph Singer per la prima volta in volume da Noonday Press nel 1960 con il titolo The Magician of Lublin.

## Trama
È la storia di un prestigiatore, illusionista, ipnotizzatore e funambolo di nome Yasha Mazur, un ebreo originario del ghetto di Lublino, in Polonia.

## Opere derivate
Dal romanzo è stato tratto un omonimo film nel 1979, per la regia di Menahem Golan.

## Edizioni italiane
- Il mago di Lublino, trad. dall'inglese di Bruno Oddera, Collana La Gaja Scienza n. 142 (poi n.219), Milano, Longanesi, 1963, ISBN 88-304-0584-1; Collana I narratori n. 8; Collana Pocket n.340; Collana TEA n.1, Milano, TEA, 1988, ISBN 88-7819-001-2; Collana TEAdue n.781, ISBN 88-7818-746-1; Collana Scrittori di tutto il mondo, Milano, Corbaccio, 1996 ISBN 88-7972-220-4; Introduzione di Alessandro Piperno, Collana Biblioteca di narratori n.20, Milano, Longanesi, 2009, ISBN 978-88-304-2732-7.
- Il mago di Lublino, trad. dall'inglese di Katia Bagnoli, Collana Biblioteca n.711, Milano, Adelphi, 2020, ISBN 978-88-459-3485-8.